# Trogon de Malabar
El trogon de Malabar (Harpactes fasciatus) és una espècie d'ocell de la família dels trogònids (Trogonidae). Està majoritàriament restringit a Sri Lanka i a l'oest de l'Índia encara que se l'ha albirat a la zona central de l'últim país. Se sospita que ha de ser un ocell de migració altitudinal de les muntanyes Nilgiri en què només es troba a l'estiu.